# Cannibal – Aus dem Tagebuch des Kannibalen
Cannibal – Aus dem Tagebuch des Kannibalen ist ein deutscher Thriller mit Horror-, Splatter- und Goreelementen, der sich mit den Ereignissen rund um den Kannibalismus des Armin Meiwes befasst. Der Film beschreibt detailliert, wie sich das Opfer (Bernd Jürgen Armando Brandes) und Armin Meiwes über das Internet kennengelernt haben und wie sich die Tötung und Zerlegung abgespielt haben. Der Film wird aufgrund der extrem genauen Darstellung stark kritisiert. Am 25. Mai 2007 wurde der Film durch das Amtsgericht Neuburg an der Donau gemäß § 184a StGB bundesweit beschlagnahmt.

## Handlung
Ein Kannibale ist auf der Suche nach einem Opfer, das des Lebens überdrüssig ist und sich töten und verspeisen lässt. Nach einiger Zeit der Suche findet er ein williges Opfer im Internet und verabredet sich mit diesem. Als es zur Tötung kommen soll, bekommt der Kannibale Skrupel, was das Opfer zu einer enttäuschten Abreise veranlasst. Jedoch kann der Kannibale das Opfer am Bahnhof davon überzeugen, ihm noch eine weitere Chance zu geben. Der Kannibale überwindet seine Skrupel und tötet das Opfer, weidet es anschließend aus und vergräbt einige Überreste, die er nicht verspeist hat, im Garten.

## Produktion
Große Abschnitte des Films sind lediglich mit Klaviermusik untermalt und es wird kaum gesprochen. Der Film beschränkt sich nicht ausschließlich auf die Darstellung der Tötung, sondern zeigt auf pornographische Weise das homosexuelle Verhältnis zwischen Täter und Opfer. Die Kannibalismusszene selbst wird genau dargestellt, ebenso das anschließende Ausweiden und Zerlegen des Opfers.